# Центральна дитяча бібліотека Новомосковської МЦБС
Центральна дитяча бібліотека Новомосковської МЦБС – бібліотека для дітей Новомосковської міської централізованої бібліотечної системи. Знаходиться за адресою: площа Героїв, 6. Працює кожного дня, окрім суботи з 10:00 до 18:00. Останній день місяця - санітарний. 

## Історія
До Великої Вітчизняної війни в місті Новомосковську не було самостійної дитячої бібліотеки, а функціонував невеликий відділ обслуговування дітей при міській бібліотеці. На базі саме цього відділу 24 листопада 1946 року було відкрито дитячу бібліотеку, фонд якої тоді налічував лише 456 примірників книг, подарованих підприємствами та жителями міста. 

Першою завідувачкою була Ганна Михайлівна Чорноморченко, саме вона в день свого народження везла подаровані книги дітям і саме цей день став днем заснування дитячої бібліотеки. Спочатку фонд збирали разом з Тетяною Павлівною Славінер – засновником бібліотеки для дорослих, проте вже у 1951 році влада почала надавати кошти на комплектування. У кінці 1951 року було виділено до 30 тисяч карбованців на комплектування фонду дитячої бібліотеки.

Перше приміщення бібліотеки знаходилося по вул. М.Головка, а після декількох переїздів бібліотека у 1958 році отримала постійну адресу на площі Леніна (зараз пл. Героїв), 6.

У 1961 році дитяча бібліотека одержала диплом звання «Бібліотека відмінної роботи» і протягом багатьох років з честю підтримує це почесне звання.

Вагомий слід в історії дитячої бібліотеки залишила Каменська Неля Семенівна, яка віддала бібліотеці 40 років свого життя, а з 1985 по 2004 працювала заступником директора ЦБС по роботі з дітьми, замінивши на цій посаді Ковнір Віру Миколаївну (заступник директора по роботі з дітьми з 1980 по 1985 роки), яка була переведена на посаду директора Новомосковської МЦБС.

У дитячій бібліотеці працювали клуби за інтересами – клуб юних любителів поезії «Іскра», клуб юних народознавців «Веселка» та клуб юних екологів «Джерельце». 

З 2003 року центральна дитяча бібліотека працює за цільовою екологічною програмою «Світ у дитячих долонях», що дає можливість ефективніше формувати екологічну культуру юних читачів, поглиблювати їх знання про навколишнє середовище, красу рідного краю, тваринний і рослинний світ, залучати дітей до природоохоронних заходів, а також сприяти вихованню раціонального і гуманного ставлення до природи.

З 2004 року заступником директора по роботі з дітьми стала Журавель Лідія Олександрівна, яка займає цю посаду й сьогодні. 

У 2006 році центральна дитяча бібліотека відсвяткувала своє 60-річчя. До ювілею сім'я Албатових власноруч виготовила і подарувала іграшку «Михайлика-Читайлика», який з тих пір є символом бібліотеки.

На початку 2007 року для бібліотеки придбано кольоровий телевізор та відеомагнітофон. Цього ж року в конкурсі «Реклама як сегмент маркетингової діяльності», що проходив в МЦБС,  дитячу бібліотеку відзначено в номінації «За творчий підхід».

З 2008 року по 2013 рік  ЦДБ працювала за цільовою програмою громадянського виховання «Я. Мій дім. Моя Вкраїна», в рамках якої організовано новий клуб за інтересами для читачів-учнів 5-9 класів «Стежина», що має літературно-краєзнавчий напрямок. У цьому ж році розпочав свою роботу клуб для юних читайликів «Розумійко».

У 2009 році організовано новий гурток для найменших читачів разом з курсами ЦЗ «Їжачки-рятівнички».

У 2011 році  центральна дитяча бібліотека відзначила свій 65-річний ювілей.

У 2012 році працівники ЦДБ взяли участь у роботі над проектом «Глобальні проблеми бібліотек «Бібліоміст» - «Організація нових бібліотечних послуг з використання вільного доступу до мережі Інтернет» та виграли грант на придбання трьох комп’ютерів та комплект офісної техніки. В цьому ж році заступник директора побувала у м. Києві на заході «Другий бібліотечний ярмарок: нові акценти, нові формати», що проходив під девізом: «Сучасна бібліотека: розвиваємо місцеві громади». 28 вересня 2012 року заступник директора побувала на відкритій зустрічі-діалозі «Бібліотека. Влада. Громада: стратегія єдності в інформаційному суспільстві» у м. Дніпропетровськ, де отримала подяку від голови облдержадміністрації О.Вілкула за плідну і сумлінну працю, великий внесок у роботу бібліотечної справи.

З 2014 року працівники дитячої бібліотеки розпочали роботу за новою цільовою програмою «Сила доброти». У роботу впроваджуються нові форми роботи: акції, фотовиставки, систематичні радіопередачі, виставки дитячих малюнків.

У 2015 році до блогінгу долучилися працівники центральної дитячої бібліотеки,  створивши окремий блог. Цього ж року створено літературно-народознавчий клуб для молодшого шкільного віку «Калинонька».

У 2016 році створено гурток англійської мови «Happy English» для дітей, що навчаються в молодших класах. Так само для наймолодших читачів центральної дитячої бібліотеки створено гурток «Книголюбчики».

У 2017 році на базі центральної дитячої бібліотеки було проведено засідання клубу ділового спілкування працівників бібліотек для дітей області «Професіонал» на тему: «Креативна бібліотека для дітей – вимога сьогодення», в якому взяли участь  фахівці з міст: Павлограда, Тернівки, Кривого Рогу, Нікополя, Першотравенська, Кам’янського, Синельникового; районів: Дніпровського, Юр’ївського, Покровського, Новомосковського. Цього ж року 6 березня відбулася прем’єра першої вистави лялькового театру «Промінчик».  

З січня 2018 року у центральній дитячій бібліотеці розпочав свою роботу клуб для тінейджерів «Stylish generation».

З січня 2019 року розпочав роботу гурток з комп'ютерної грамотності "IT-kids".

## Клуби та гуртки
- Гурток англійської мови «Happy  English»;
- Клуб для тінейджерів «Stylish generetion»;
- Літературно-краєзнавчий клуб «Стежина»;
- Літературно-народознавчий клуб «Калинонька»;
- Гурток для молодших школярів «Книголюбчики»;
- Ляльковий театр «Промінчик»;
- Гурток з комп'ютерної грамотності «IT-kids»;

## Сьогодення
Сьогодні фонд центральної дитячої бібліотеки становить близько  31 тисяч документів та 14 найменувань періодичних видань. Структурно дитяча бібліотека поділяється на молодший (дошкільнята та учні перших-четвертих класів): абонемент і читальний,  середній та старший відділи: абонемент для 5-6, 7-9 класів та читальний зал для всіх, а також центр вільного доступу до мережі Інтернет.  
Активно діє гурток любителів англійської мови «Happy English». Юні читачі, які відвідують гурток, навчаються спілкуватися, висловлювати свої думки англійською, в  ігровій формі вивчають культури англомовних країн, переглядають  казки та мультфільми мовою оригіналу, а потім їх обговорюють. Таким чином вивчення англійської проходить у  форматі вільного спілкування, гри,  що позитивно впливає на формування мотивації вивчення мови, закріплення вже набутих знань. 
Окрім цього популярністю користується нещодавно створений клуб для тінейджерів  «Stylish generation». Юні читачі мають змогу взяти участь у дискусіях на важливі теми, модних  подіумах,  дефіле модних зачісок,  кулінарних  конкурсах, іграх, караоке, фотосесіях,  тренінгах, можуть продемонструвати свої таланти та задуми, обговорити цікаві книги,  просто поспілкуватися за  чашкою чаю із солодощами. 
У молодшому відділі діє літературно-народознавчий клуб «Калинонька», створений, щоб прививати любов до книги з молодшого віку, зацікавити  художніми книгами, знайомити дітей з дитячими письменниками, відзначати ювілеї авторів та їх книг, прищеплювати добро, знайомити з традиціями рідного краю.
Для наймолодших читачів діє гурток «Книголюбчики», створений з метою розвивати інтерес дітей до читання, виховувати бережливе ставлення до книги, сприяти розвитку їх творчих здібностей, пам’яті, допитливості. Популярними формами роботи гуртка є пізнавальні й розважальні ігри, через які інформація засвоюється швидше та веселіше.
У старшому відділі в рамках цільової програми «Я. Мій дім. Моя Вкраїна» працює літературно-краєзнавчий клуб «Стежина», створений з метою поглиблення знань з історії України та рідного краю, звичаїв та обрядів українського народу, виховання любові до Батьківщини. В рамках його роботи проходять арт-фестивалі та літературно-мистецькі години, творчі, а також зустрічі з письменниками.
В дитячій бібліотеці також можна відсвяткувати власний день народження, і багато дітлахів вже скористалися цим приємним бонусом, провівши власне свято разом із запрошеними гостями в компанії бібліотекарів, які майстерно готують кожен захід з урахуванням обраною дитиною тематикою. 
Ляльковий театр «Промінчик» - створено заради прищеплення дітям любові до книги та української мови, адже всі вистави ставляться саме українською. Також метою є виявлення творчих здібностей маленьких читачів, збагачення новими знаннями та загалом організація сімейного відпочинку. Працює театр для дошкільнят та дітей з особливими потребами, які можуть взяти участь у постановці вистав. 
Гурток комп’ютерної грамотності «IT-kids» - в рамках дії гуртка юні читачі бібліотеки можуть ознайомитися зі складовими комп’ютера, правилами безпечної роботи з ним, сформувати початкові навички роботи на ПК; оволодіти навичками роботи з відповідним програмним забезпеченням: Paint, Microsoft Office Word, Power Point, глобальною комп’ютерною мережею Internet. А також розвивати логічне мислення, здатність до аналізу, самостійної активної діяльності, творчої ініціативи та працелюбства і самореалізації.

Кожного року читачі центральної дитячої бібліотеки беруть участь у Всеукраїнському конкурсі «Найкращий читач року», переможці якого відвідують форум видавців у місті Львів. У 2007 році переможницею «Книгоманії» (інша назва «Найкращого читача року») стала учениця 7 класу ЗЗСО № 3 Дарина Печерська. У 2011 році – учень 7 класу ЗЗСО № 3 Владислав Ващенко, а 2014 року перемогу здобула учениця 8 класу ЗЗСО № 18 Катерина Губарик. В 2019 році переможницею конкурсу стала Бирса Ірина, учениця колегіуму № 11. 

Окрім цього в обласному конкурсі на кращий плакат-мотиватор на підтримку та розвиток дитячого читання "Читай! Мрій! Перемагай!" читачка дитячої бібліотеки Перцева Валерія посіла друге місце й  отримала нагороду від громадської організації "WOMEN plus".

Вагомий внесок у поповнення фонду бібліотеки зробили наші читачі, а саме: Кравченко Тамара Миронівна, Коваленко Валентина Андріївна, Ратушна Галина Петрівна, Вдовиченко Тетяна Валентинівна, Невінчаний Віктор Михайлович, Вовкодав Ірина Василівна, Єлсукова Ірина Павлівна.